# Саджава (село)
Саджа́ва (укр. Саджава) — село в Богородчанской поселковой общине Ивано-Франковского района Ивано-Франковской области Украины.
Население по переписи 2024 года составляло 1515 человек. Занимает площадь 18 км². Почтовый индекс — 77717. Телефонный код — 03471.

## История
Основана в 1492 г. Название села может происходить от названия реки, протекающей через село, Саджавки. Старые жители села рассказывают, что на полях между селом были когда-то замковые сады. До наших дней на этих полях сохранилось несколько старых груш. Выходит название села происходит от слова «Сад». Жители села всегда делали упор на первое «а»-Саджава.
Жители села были национально сознательными, активно творили подполье ОУН, после начала арестов советскими оккупантами в 1939 году 22 члена организации вынуждены были покинуть Саджаву. Во время выборов в Верховный Совет УССР в феврале 1941 года большинство саджавцев вычеркнули из бюллетеня фамилию кандидата — начальника областного НКВД Михайлова, но глава избирательной комиссии — прокурор района фальсифицировал протокол и записал голосование 100 % за Михайлова.
Летом 1944 года около села сбросили десант советских диверсантов лейтенанта Канунникова, который разбился, а членов его группы вместе с радисткой Верещагиной ликвидировали повстанцы. Ей коммунисты за заслуги перед местной общиной поставили памятник.

## Ремесло
Основным ремеслом крестьян было земледелие. Также господствующее место в экономике крестьян занимали животноводство, овцеводство, коневодство. Развитыми в Саджаве были: ткачество, резьба, столярство, бондарство. Были в селе портные, сапожники, кузнецы.

## Образование
Село долго жило без школы. Только в 1880 году была построена двухклассная школа. В селе было построено две читальных «Просвиты», в 1907 году в них насчитывалось 100 человек. В 1939 г., после прихода в село советской власти образование стало обязательным, а школа из шестиклассной превратилась в неполную среднюю. В 1987 г. начало функционировать новое помещение школы рассчитанное на 624 места. В сентябре 1989 г. создан школьный «Музей этнографии и быта с. Саджавы».

## Музей
Сейчас музей находится в 9 комнатах и насчитывает три тысячи уникальных экспонатов, собранных в селе Саджава. Работает музей по следующим разделам:
1. История возникновения села. Народные легенды об основании села. Происхождение его названия.
2. Карта села. Размещение крестьянских и общественных усадеб и построек. План жилого дома. Строительный и кровельный материал.
3. Родословная. Происхождение фамилий.
4. Интерьер жилья с. Саджава конца XIX — начала XX в.
5. Земледельческая техника:
орудия обработки почвы:
орудие молотьбы;
орудие веяния;
орудие размола зерна;
орудие приготовления кормов для скота;
инвентарь для упряжения лошадей и скота.
6. Щедрые дары земли Саджавской. Еда крестьян. Хлеб.
7. Охота.
8. Рыболовство.
9. Пчеловодство
10. Вещи быта.
11. Деревообрабатывающие промыслы села.
12. Изделия из металла.
13. Плетение из металла.
14. плетение из коры, лозы, соломы.
15. Искусственные цветы.
16. Писанкарство.
17. Вышивка села.
18. Праздники и таинства. Устное народное творчество.
19. Спортивные достижения.
20. Молодежные организации.
21. Церковно-религиозная жизнь.
22. Учебные изделия
В одном из залов музея, где представлен интерьер жилой комнаты, все проникнуто духом прошлого: постель из соломы; печь, большой сундук в углу с праздничной одеждой и прочее. Также представлены различные музыкальные инструменты: свирель, скрипка, цимбалы, бубен, мандолина, бандура, гитара, губная гармошка, баян, первое радио, граммофон. Чрезвычайно интересные экспонаты — свидетельства образования, которые давали при Австрии, Польше, во время немецкой оккупации. Здесь представлены групповые фотографии всех выпускников Саджавской средней школы. Музей стал визитной карточкой школы, села, района, области. В музее постоянно проводится большая просветительская работа. Он стал центром обмена опытом со многими педагогическими коллективами Львовщины, Тернопольщины и Ивано-Франковщины. В музее постоянно проводятся экскурсии, встречи со знаменитыми людьми. На сегодняшний день в нём побывало около 12 тыс. посетителей. Для учащихся школы здесь проводятся содержательные уроки, обогащающие душу и сердце высокими и глубокими чувствами. После посещения музея учащиеся выполняют творческие работы, а став студентами вузов — пишут рефераты, курсовые работы. Налажено тесное сотрудничество с районным отделом культуры, с помощью которого выпущен DVD диск и буклет о музее, включенный в один из маршрутов культурно-познавательного туризма.

## Родились
Гусак Василь«Вывирка» (1913 — 1946, с. Лесовка) — командир сотни УПА «Верховинцы», рыцарь Бронзового Креста боевой заслуги УПА
Химинец Алексей Семенович «Благой», «Олесь Надрага» (30.03.1912 — 20.03.1945, около с. Лесовка Ивано-Франковского Района района Ивано-Франковской области) — командир куреня" УПА «Смертеносцы», поручик УПА